# Volta a Llombardia 1999
La Volta a Llombardia 1999 fou la 93a edició de la clàssica ciclista Volta a Llombardia. La cursa es va disputar el 16 d'octubre de 1999, sobre un recorregut de 262 km, i era la desena i última prova de la Copa del Món de ciclisme de 1999. El vencedor final fou l'italià Mirko Celestino, que s'imposà en l'arribada a Bèrgam.

## Classificació general
|    | Ciclista          | Equip                 | Temps           |
| -- | ----------------- | --------------------- | --------------- |
| 1  | Mirko Celestino   | Polti                 | 6 h 21 min 50 s |
| 2  | Danilo Di Luca    | Cantina Tollo         | m. t.           |
| 3  | Eddy Mazzoleni    | Saeco-Cannondale      | m. t.           |
| 4  | Oscar Camenzind   | Lampre-Daikin         | m. t.           |
| 5  | Dmitri Kónixev    | Mercatone Uno-Bianchi | m. t.           |
| 6  | Markus Zberg      | Rabobank              | + 11 s          |
| 7  | Marco Serpellini  | Lampre-Daikin         | m. t.           |
| 8  | Marco Velo        | Mercatone Uno-Bianchi | m. t.           |
| 9  | Paolo Bettini     | Mapei-Quick Step      | m. t.           |
| 10 | Christophe Moreau | Festina-Lotus         | m. t.           |